# HMS Beagle (H30)
«Бігль» (англ. HMS Beagle (H30) — військовий корабель, ескадрений міноносець типу «B» Королівського військово-морського флоту Великої Британії за часів Другої світової війни.
Ескадрений міноносець «Бігль» був закладений 11 жовтня 1929 року на верфі компанії John Brown & Company у Клайдбанку. 29 вересня 1930 року він був спущений на воду, а 9 квітня 1931 року увійшов до складу Королівських ВМС Великої Британії.
Спочатку проходив службу в Середземноморському флоті, 1936 році переведений до Домашнього флоту. Під час Арабського повстання 1936—1939 корабель залучався до виконання бойових завдань поблизу Палестини. Під час Другої світової війни «Бігль» брав активну участь у бойових діях на морі, бився у Північній Атлантиці, в Норвегії, у Північній Африці, супроводжував арктичні конвої.
За проявлену мужність та стійкість у боях Другої світової бойовий корабель відзначений шістьма бойовими відзнаками.

## Історія

### 1940
У листопаді 1940 року есмінець увійшов до складу ескорту конвою HX 83.

### 1941
3 січня 1941 року есмінець разом з «Кеппель», «Дуглас» і французьким «Ураган» забезпечували супровід та охорону кораблів 1-ї мінної ескадри, що встановлювали мінні загородження на північних рубежах — північніше та південніше Фарерських островів.
У січні 1941 року «Бігль» забезпечував з іншими есмінцями ескорт конвою WS 5B у Північно-Західних підходах.

### 1942
10 квітня 1942 року корабель увійшов до ескорту арктичного конвою PQ 14, який очолювали лінкори «Кінг Джордж V» та «Герцог Йоркський».
20 червня «Бігль» вийшов з Гібралтару разом із «Вішарт», «Антілоуп», «Волверін» і «Відет» для супроводу конвою WS 20 до Фрітауна.

### 1943
З 17 по 21 січня корабель залучався до ескортування конвою JW 52 з 15 транспортників, які йшли до Кольської затоки. «Бігль» діяв у складі ескорту, який очолював лінкор «Енсон».

### 1944
У лютому 1944 року «Бігль» у черговий раз з есмінцями «Кеппель», «Весткотт», «Вайтхол», «Ресле», «Боудісіа» і корветом «Лотус» вийшов на супровід арктичних конвоїв до Радянської Росії. 22 числа вийшов у черговий конвой JW 57 на чолі з крейсером «Блек Прінс» до радянських портів. 24 лютого у ході руху конвою суден німці вжили спроби атакувати підводними човнами транспорти та кораблі ескорту, однак контратакою есмінця «Кеппель» та торпедоносців «Сордфіш» з борту ескортного авіаносця «Чейсер» німецький U-713 був потоплений. Наступного дня есмінець «Махратта» був потоплений німецьким підводним човном U-990. У свою чергу літаючий човен «Каталіна» з бази у Саллом-Во виявив та потопив глибинними бомбами німецьку субмарину U-601.
У березні есмінець «Бігль» залучався до супроводження чергового арктичного конвою JW 58 з 47 транспортних та вантажних суден.
31 березня літак з «Трекер» у взаємодії з есмінцем «Бігль» затопили німецьку субмарину U-355, а 2 квітня екіпаж есмінця «Кеппель» потопив реактивною установкою «Хеджхог» U-360. 3 квітня торпедоносець «Сордфіш» з авіаносця «Актівіті» завдав шкоди U-288, а згодом «Евенджери» та «Марлети» з «Трекер» остаточно потопили ворожий човен. Щонайменше 6 літаків-розвідників Люфтваффе було збито. 5 квітня конвой JW-58 без жодної втрати прибув до Архангельська.
1 грудня 1944 року корабель брав участь в ескорті конвою JW 62, який супроводжували ескортні авіаносці «Наірана», «Кампаніа», крейсер «Беллона» та есмінці «Бігль», «Бульдог», «Кайзер», «Кембріан», «Кепріс», «Кассандра», «Кеппель», «Обідіент», «Онслот», «Орібі», «Онслоу», «Оффа», «Оруелл», шлюп «Лепвінг». На зворотному шляху до Британії ескорт та літаки підтримки потопили німецькі човни U-387 і U-365.

#### 1945
9 травня 1945 року британський ескадрений міноносець «Бігль» прибув до острова Джерсі, де представники британського командування прийняли від начальника німецького гарнізону капітуляцію військ вермахту. Другий есмінець «Бульдог» виконав аналогічну роль у порту Сент-Пітер-Порт на острові Гернсі. 10 травня британці визволили окупований острів Сарк, останнім німецьким гарнізоном, що здався 16 травня 1945 року був підрозділ на острові Олдерні.